# آیلنبورگ
شهر آیلنبورگدر ایالت زاکسن در کشور آلمان واقع شده‌است.